# Chloé Depouilly
Chloé Depouilly (née le 9 décembre 1990 à Reims en Champagne-Ardenne) est une patineuse artistique française et sud-africaine. Elle est vice-championne de France 2008 et vice-Championne d'Afrique du Sud 2012.
Elle est la fille du patineur français Laurent Depouilly.

## Biographie

### Carrière sportive
Chloé Depouilly est née à Reims en 1990 lorsque ses parents entraînaient au sein du Club de Patinage Artistique de la ville champenoise. En 1997, ses parents deviennent entraîneurs à la patinoire de Villenave-d'Ornon près de Bordeaux et Chloé commence le patinage en 2000 à l'âge de neuf ans. Entraînée dès le début par ses parents, elle participe à deux championnats de France élites et devient vice-championne de France 2008 à Megève, derrière Gwendoline Didier. Elle n'a alors que 17 ans.
Après avoir obtenu un DAEU à l'université Bordeaux III et à la suite de la fermeture de la patinoire de Villenave d'Ornon en juillet 2011, elle suit ses parents qui vont désormais entraîner en Afrique du Sud. Elle devient vice-championne de ce pays en mai 2012 derrière Lejeanne Marais.

### Famille
Mariée à Kevin Noriega le 29 juillet 2017 à Villenave-d'Ornon, elle porte le nom de son époux ; Chloé Noriega est aussi maman de deux enfants : Lenny et Janys.

## Palmarès
| Compétition                   | 2007 | 2008 | 2009 | 2010 | 2011 | 2012 |
| Championnats de France        | 12e  | 2e   | F    | F    | F    |      |
| Championnats d'Afrique du Sud |      |      |      |      |      | 2e   |
| Légende : F = Forfait         |      |      |      |      |      |      |